# Juan de Zúñiga y Pimentel
Juan de Zúñiga y Pimentel (Béjar, 1459 – Cáceres, 26 luglio 1504) è stato un cardinale e arcivescovo cattolico spagnolo.

## Biografia
Nacque a Béjar nel 1459.
Papa Giulio II lo elevò al rango di cardinale nel concistoro del 29 novembre 1503.
Morì il 26 luglio 1504 all'età di 45 anni.